# Калера (муниципалитет)
Калера (исп. Calera) — муниципалитет в Мексике, входит в штат Сакатекас. Население 36 106 человек.